# Caligo peleus
Caligo peleus är en fjärilsart som beskrevs av Hans Ferdinand Emil Julius Stichel 1904. Caligo peleus ingår i släktet Caligo och familjen praktfjärilar. Inga underarter finns listade i Catalogue of Life.